# Parafia Wniebowzięcia Najświętszej Maryi Panny w Kobierzycach
Parafia Wniebowzięcia Najświętszej Maryi Panny w Kobierzycach znajduje się w dekanacie Sobótka w archidiecezji wrocławskiej.  Jej proboszczem jest ks. Andrzej Jacak. Obsługiwana przez kapłana archidiecezjalnego. Erygowana w 1979.